# Jüdischer Friedhof (Kapčiamiestis)
Koordinaten: 54° 0′ 32,6″ N, 23° 39′ 10,1″ O

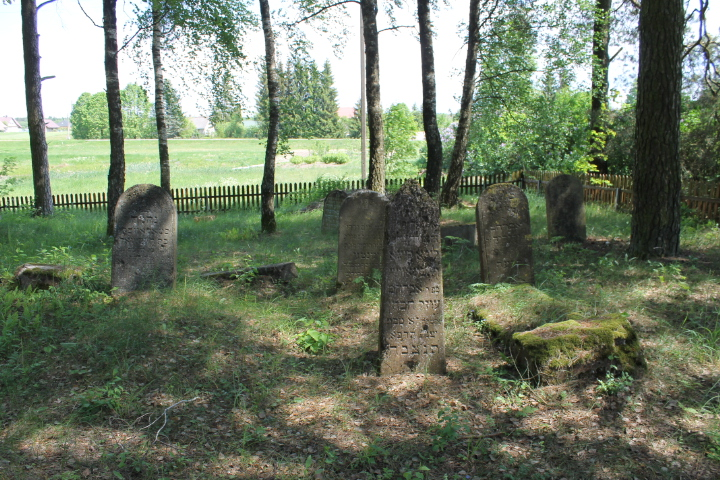
Jüdischer Friedhof Kapčiamiestis (2016)

Der jüdische Friedhof Kapčiamiestis liegt in Kapčiamiestis (deutsch, 18. Jahrhundert: Methenburg), einer Stadt in der Rajongemeinde Lazdijai im äußersten Süden Litauens.
Der jüdische Friedhof befindet sich am nördlichen Stadtrand unweit der westlich fließenden Nieda.